# دمبنو (شهرستان نووی تارگ)
دمبنو (به لهستانی:  Dębno) یک روستا در لهستان است که در گمینا نووی تارگ واقع شده‌است. دمبنو ۸۰۰ نفر جمعیت دارد.